# Yoshio Ikeda
Yoshio Ikeda (japanisch 池田 芳夫 Ikeda Yoshio; * 1. Januar 1942 in Kumano-Tamura (heute: Toyonaka), Präfektur Osaka) ist ein japanischer Jazzmusiker (Kontrabass).
Als Jugendlicher interessierte er sich für Rockabilly und Mickey Curtis, der diesen in Japan popularisierte sowie insbesondere für Charlie Parker. Nachdem er von Mittelschule abgegangen war und kurzzeitig für Matsushita gearbeitet hatte, spielte er mit einigen Kollegen in einer „Hawai-Band“. Als er 17 wurde, nahm er fünf Jahre lang klassischen Unterricht bei Shigeo Maeno vom NHK-Sinfonieorchester. Als er nach zwei Jahren bei Matsushita entlassen wurde, spielte er professionell in einer Tango-Band. Mit 21 wurde Jun’ichirō Ōta (1933–2017) auf ihm aufmerksam und nahm ihn in seine Jazzband auf. Mit 23 spielte er im Yasuo Ōsawa Trio, für das er nach Tokio zog.
In den 1960er Jahren studierte er bei Gary Peacock Jazz-Kontrabass. 1968 gehörte er zu den Modern Jazz All Stars von Shungo Sawada, dann nahm er mit Hozan Yamamoto, Sadao Watanabe, Masabumi Kikuchi und Masahiko Togashi auf. Er leitete eigene Combos in den 1970er Jahren, mit denen er Alben mit eigenen Kompositionen veröffentlichte. 1982 spielte er das Album Esprit im Duo mit Aki Takase ein. Daneben arbeitete er mit Johnny Hartman, Terumasa Hino, Steve Lacy, Akira Miyazawa, Yuji Ohno, Allan Praskin, Masahiko Sato und Kiyoshi Sugimoto.

## Diskographische Hinweise
- Yoshio Ikeda Quintet  Sketch of My Life (Seven Seas 1978, mit Suetoshi Shimizu, Ichiko Hashimoto, Aki Takase, Motohiko Hino)
- Anemophilous Flower (Seven Seas 1979/King Records 2012, mit Hitoshi Okano, Shigeharu Mukai, Tadanori Konakawa, Masami Nakagawa, Tamami Koyake, Aki Takase, Takeshi Watanabe)